# Bitwa pod Fehrbellin
Bitwa pod Fehrbellin – starcie zbrojne, które miało miejsce 28 czerwca 1675 podczas wojny duńsko-szwedzkiej będącej częścią wielkiej europejskiej wojny Francji z koalicją.
Bitwa została stoczona przez szwedzką armię dowodzoną przez hrabiego Waldemara Wrangla (brat przyrodni feldmarszałka Carla Gustafa Wrangla), która dokonała najazdu i rozpoczęła okupację części Brandenburgii graniczącej ze szwedzkim Pomorzem. Jednak zostali odparci przez siły elektora Brandenburgii Fryderyka Wilhelma dowodzone przez feldmarszałka Derfflingera w pobliżu miasta Fehrbellin.

## Wstęp
Gdy Fryderyk Wilhelm przyłączył się do sojuszu wymierzonego przeciwko Francji i wysłał nad Ren armię ekspedycyjną, Francja przekonała Szwedów do ataku na Brandenburgię. Gdy Fryderyk dowiedział się o szwedzkim ataku i okupacji znacznej części swego kraju, ściągnął swą armię z frontu francuskiego i wykonał 250-kilometrowy marsz w dwa tygodnie – marsz ten uważany jest za jeden z największych marszów w historii wojskowości europejskiej. Dokonał tego zostawiając tabory z zaopatrzeniem i zaopatrując swą armię w drodze, ale przy pomocy zakupów, zabroniwszy rabunku.

## Szturm na Rathenow
Zaraz po powrocie do Brandenburgii Fryderyk Wilhelm natychmiast zdał sobie sprawę, że Szwedzi zanadto rozproszyli swe siły i rozkazał Derrflingerowi zdobyć miasto Rathenow w celu rozdzielenia sił szwedzkich. Fryderyk Wilhelm przekupił lojalnego wobec niego urzędnika, tak by ten wydał bankiet dla szwedzkich oficerów z fortecy, aby upić ich przed natarciem. Następnie Derrflinger osobiście podając się za szwedzkiego oficera wracającego z bankietu, przekonał strażników, by otworzyli bramy miasta mówiąc, że ściga go brandenburski patrol. Gdy tylko bramy zostały otwarte, osobiście poprowadził przeciwko miastu szarżę złożoną z 1000 dragonów; reszta armii wkrótce wkroczyła za nim. Derrflinger miał wówczas 69 lat.

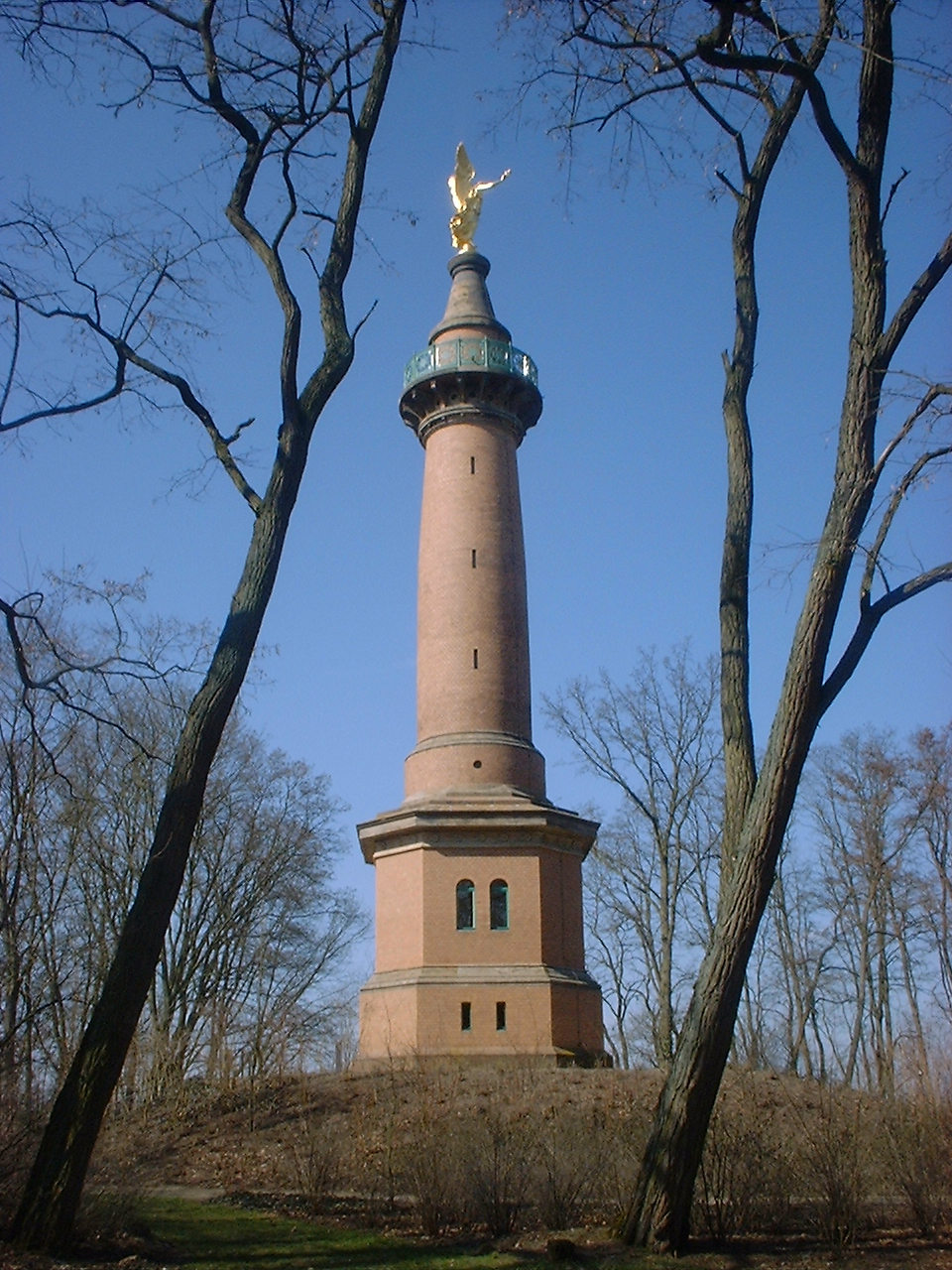
Pomnik – mauzoleum bitwy w Hakenbergu

## Bitwa
Kiedy Derfflinger wyrzucił Szwedów z Rathenow, szwedzkie linie komunikacyjne zostały zagrożone. Szwedzki wódz Wrangel, gnębiony w walce podjazdowej przez oddziały dowodzone przez pułkownika Joachima Henningsa, stanął w obliczu zniszczonego mostu na rzece Rhin koło miasta Fehrbellin. W zaistniałej sytuacji dalszy marsz był na razie niemożliwy, ani w jedną, ani w drugą stronę. Wrangel nie miał wyboru i musiał stoczyć bitwę. W tym czasie jego inżynierowie zajęli się odbudową mostu.
Naprzeciw armii brandenburskiej liczącej 15 000 żołnierzy, w tym 5600 jazdy i 13 dział stała armia szwedzka mająca 7000 piechoty, 4000 jazdy i 38 dział. Przez rozmieszczenie swych dział na wzgórzach na swym lewym skrzydle, podczas gdy Szwedzi mieli tylko bagna na obu skrzydłach i rzekę z tyłu, Fryderyk Wilhelm i Derfflinger uzyskali decydującą taktyczną przewagę. Działa te rozpoczęły ogień około południa 28 czerwca powodując ciężkie straty na szwedzkim prawym skrzydle. Szwedzi próbowali kilka razy zdobyć kontrolę nad tymi wzgórzami, lecz za każdym razem ich atak został odparty. Fryderyk Wilhelm swój główny atak przeprowadził na prawe skrzydło szwedzkiej armii, zmuszając szwedzką jazdę do ucieczki, co z kolei naraziło szwedzką piechotę na atak ze skrzydła. Brandenburska jazda, której natarcie na lewe skrzydło Szwedów zostało odparte, zawróciła i rozbiła cały szwedzki regiment piechoty. Szwedzkie prawe skrzydło wytrzymało jednak na tyle długo, by most mógł zostać odbudowany. Gdy piechota brandenburska zaczęła przełamywać prawe skrzydło armii szwedzkiej, Wrangel zdążył już przeprawić dużą część swej armii jeszcze przed zmrokiem. Brandenburczycy stracili około 500 ludzi. Wojska Wrangla, chociaż pokonane, poniosły podobne straty podczas bitwy, jednak nadchodzące dni znacznie powiększyły rachunek strat szwedzkich. Podjazdowe ataki oddziałów kawalerii brandenburskiej, dezercje, głód i wiele innych czynników znacznie zredukowały stan liczebny wycofującej się armii szwedzkiej.

Plan bitwy
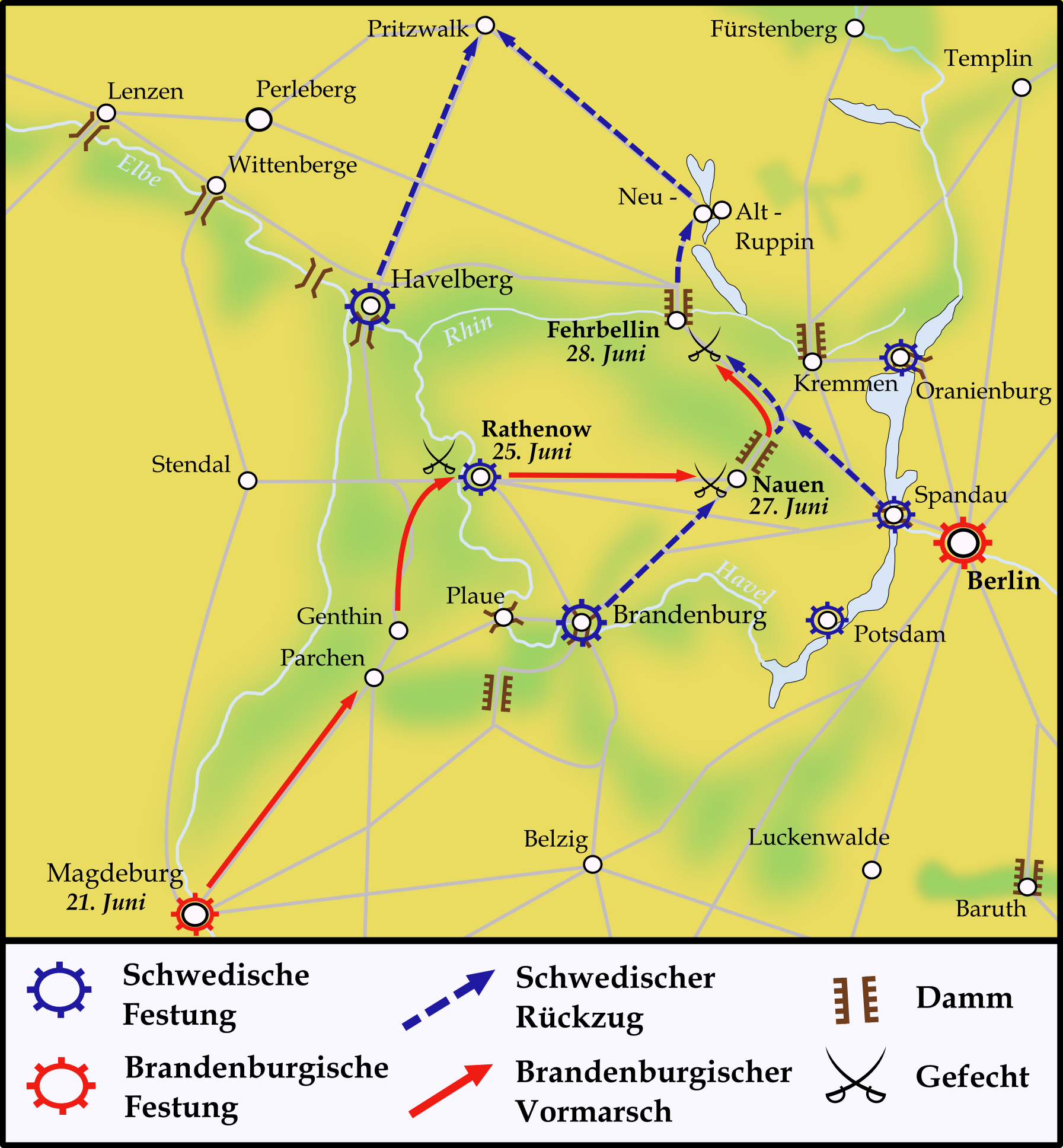
Pościg Brandenburczyków za armią szwedzką

## Historyczne znaczenie
Chociaż pod względem wojskowym zwycięstwo to nie miało wielkiego znaczenia, miało jednak ogromne znaczenie psychologiczne: Szwedzi, długo uważani za niezwyciężonych, zostali pokonani. Fryderyk Wilhelm odtąd znany jest jako Wielki Elektor, a armia którą poprowadził do zwycięstwa wraz z Derfflingerem, stała się rdzeniem przyszłej pruskiej armii. Dzień 28 czerwca stał się świętem, które było obchodzone w Niemczech aż do 1914 roku. Bitwę upamiętnia bardzo popularny w Niemczech marsz wojskowy Fehrbelliner Reitereimarsch.